# Нельсон, Эйлин
Эйли́н Не́льсон (англ. Aileen Neilson; род. 15 августа 1971, Ист-Килбрайд, Ланаркшир) — шотландская и британская кёрлингистка на колясках. Участник сборной Великобритании на зимних Паралимпийских играх 2010, 2014 и 2018 годов. Участник сборной Шотландии на нескольких чемпионатах мира.
Играет на позиции четвёртого. Скип команды.

## Достижения
- Зимние Паралимпийские игры: бронза (2014).
- Чемпионат мира по кёрлингу на колясках: серебро (2011, 2019), бронза (2007, 2017).
- Чемпионат Шотландии по кёрлингу на колясках: золото (2007, 2009, 2010, 2011, 2013).[1]

## Команды
| Сезон   | Четвёртый      | Третий         | Второй           | Первый           | Запасной         | Тренер                  | Турниры            |
| ------- | -------------- | -------------- | ---------------- | ---------------- | ---------------- | ----------------------- | ------------------ |
| 2006—07 | Майкл Маккриди | Эйлин Нельсон  | James Sellar     | Эйнджи Мэлоун    | James Elliott    | Archie Bogie            | ЧМК 2007           |
| 2007—08 | Майкл Маккриди | Эйлин Нельсон  | Том Киллин       | James Sellar     | Rosemary Lenton  | Том Пендрей             | ЧМК 2008 (7 место) |
| 2008—09 | Майкл Маккриди | Эйлин Нельсон  | Том Киллин       | James Sellar     | Rosemary Lenton  | Том Пендрей, Шейла Суон | ЧМК 2009 (5 место) |
| 2009—10 | Эйлин Нельсон  | Майкл Маккриди | Том Киллин       | Эйнджи Мэлоун    | James Sellar     | Том Пендрей             | ЗПИ 2010 (6 место) |
| 2010—11 | Эйлин Нельсон  | Том Киллин     | Грегор Юэн       | Эйнджи Мэлоун    | Michael McKenzie | Шейла Суон              | ЧМК 2011           |
| 2011—12 | Эйлин Нельсон  | Том Киллин     | Грегор Юэн       | Эйнджи Мэлоун    | Джим Голт        | Тони Заммейк            | ЧМК 2012 (8 место) |
| 2012—13 | Эйлин Нельсон  | Грегор Юэн     | Роберт Макферсон | Том Киллин       | Эйнджи Мэлоун    | Тони Заммейк            | ЧМК 2013 (6 место) |
| 2013—14 | Эйлин Нельсон  | Грегор Юэн     | Роберт Макферсон | Джим Голт        | Эйнджи Мэлоун    | Тони Заммейк            | ЗПИ 2014           |
| 2014—15 | Грегор Юэн     | Джим Голт      | Хью Нибли        | Эйлин Нельсон    | Эйнджи Мэлоун    | Тони Заммейк            | ЧМК 2015 (8 место) |
| 2016—17 | Эйлин Нельсон  | Грегор Юэн     | Хью Нибли        | Роберт Макферсон | Эйнджи Мэлоун    | Шейла Суон              | ЧМК 2017           |
| 2017—18 | Эйлин Нельсон  | Хью Нибли      | Грегор Юэн       | Роберт Макферсон | Эйнджи Мэлоун    | Шейла Суон, Kenny More  | ЗПИ 2018 (7 место) |
| 2018—19 | Эйлин Нельсон  | Хью Нибли      | Роберт Макферсон | Дэвид Мелроуз    | Gary Logan       | Шейла Суон              | ЧМК 2019           |

(скипы выделены полужирным шрифтом)

## Частная жизнь
Из семьи кёрлингистов: её бабушка и дядя были чемпионами мира по кёрлингу.
Начала спортивную карьеру в паралимпийских видах спорта в 2004, в возрасте 33 лет.
Работает школьным учителем в Bent Primary School в Саут-Ланаркшире (Шотландия).